# Sả thiên đường đầu nâu
Sả thiên đường đầu nâu (danh pháp hai phần: Tanysiptera danae) là một loài chim thuộc Họ Bồng chanh. Nó là loài đặc hữu của Papua New Guinea.
Môi trường sống tự nhiên của nó là vùng đất thấp rừng nhiệt đới hoặc cận nhiệt đới ẩm, sông, hồ nước ngọt, và đầm lầy nước ngọt. Nó đang bị đe dọa do mất nơi sống.